# Adolphe Braun

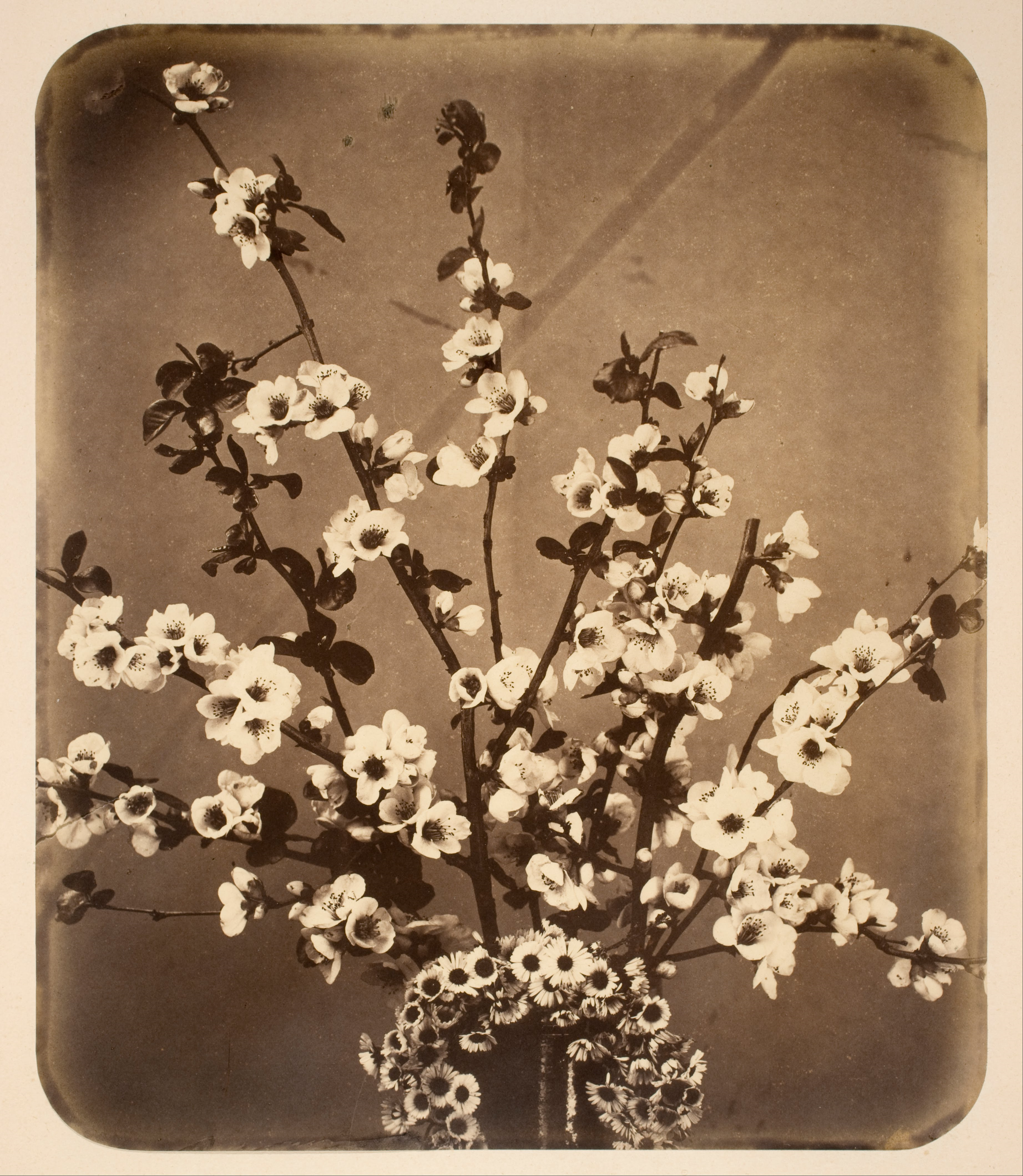
Martwa natura, 1852/1862

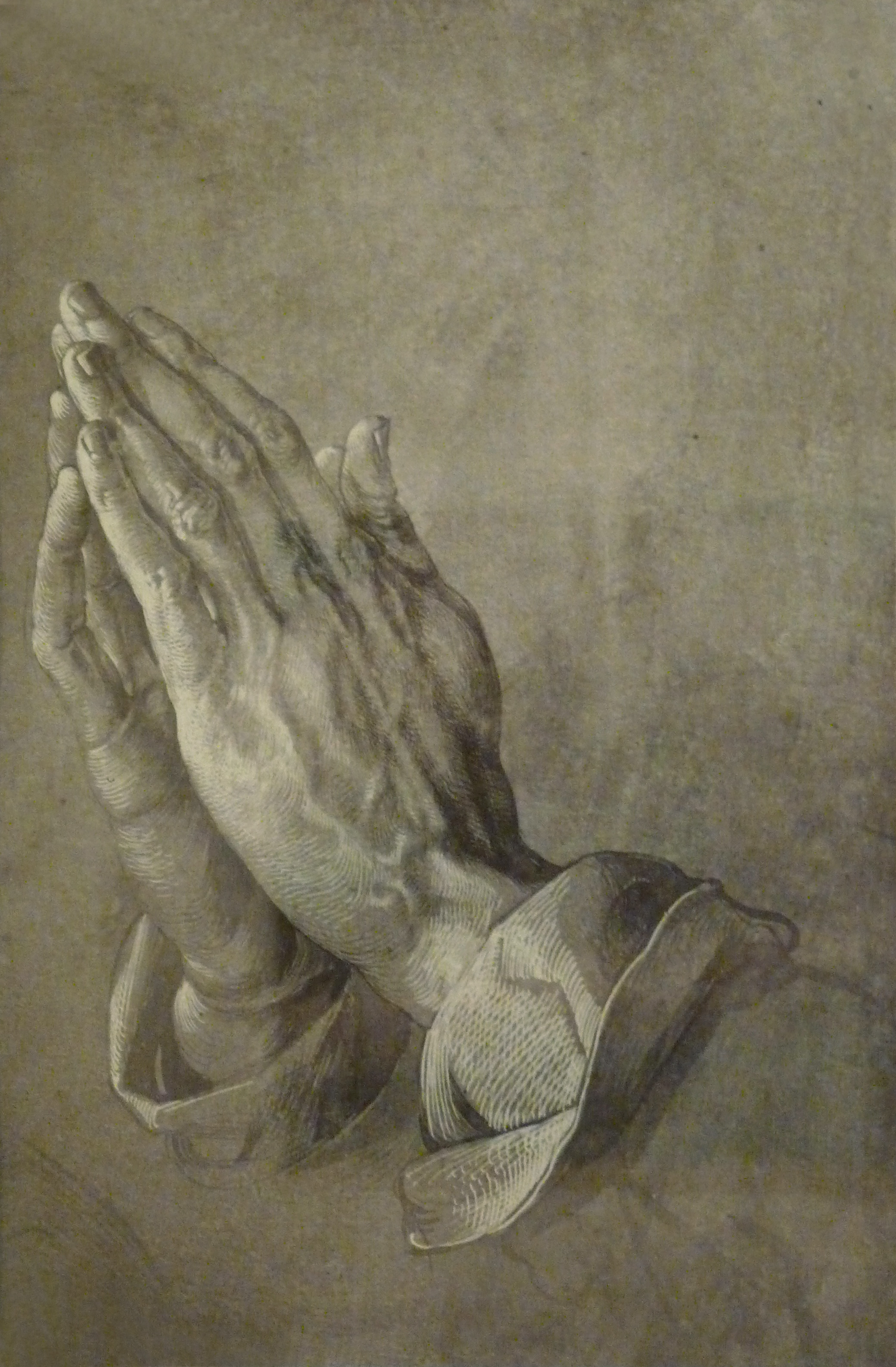
Rysunek Dürera, fotografia z ok. 1875

Adolphe Braun (ur. 13 czerwca 1812 w Besançon, zm. 31 grudnia 1877 w Miluzie) – francuski fotograf, założyciel firmy Ad. Braun et Cie specjalizującej się w fotografii dzieł sztuki.
Był synem Antoinette Regard i Samuela Brauna, oficera policji konnej. Po zwolnieniu ojca z pracy w 1822 r. rodzina przeniosła się do Miluzy w Alzacji, będącej ośrodkiem specjalizującym się w drukowaniu tkanin i tapet. Młody Adolphe Braun związał się z tą dziedziną; uczył się zawodu rytownika, kontynuując edukację w Paryżu. W 1842 r. opublikował album będący zbiorem litografowanych rysunków z motywami (głównie roślinnymi) przeznaczonymi do zdobienia tkanin, porcelany i tapet. Gdy w 1843 r. zmarła jego żona, Louis Marie Danet, z którą miał troje dzieci, Braun sprzedał swój paryski warsztat i wrócił do Miluzy. Zaczął pracować jako projektant w warsztacie Dollfus-Ausseta i ponownie się ożenił, a w 1847 r. otworzył własne studio w Dornach.
W latach 50. zainteresował się fotografią, która – dzięki nowej wówczas technice kolodionowej – pozwalała na stworzenie wielu odbitek ze szklanego negatywu. W 1854 r. opublikował album Fleurs Photographiées z trzystoma odbitkami albuminowymi przedstawiającymi kwiaty, liście, owoce itp. Drugą serię zdjęć zaprezentował na wystawie światowej w Paryżu w 1855 r. Sukces, z jakim się spotkał, skłonił go do otwarcia zakładu, zajmującego się nie tylko fotografią roślin, ale podejmującego różnorodne tematy. W 1857 r. jego firma, nosząca nazwę Ad. Braun et Cie, rozpoczęła fotografowanie widoków Alzacji, zebranych następnie w publikacji L'Album de l'Alsace. Wkrótce fotografowie pracujący dla zakładu (w tym brat Adolphe'a, Charles, i syn, Gaston) zaczęli wykonywać stereoskopowe widoki Francji, Niemiec, Włoch i Szwajcarii. W 1867 r. wydana została seria dużych fotografii pod tytułem Panoplies de gibier, a w 1869 – Costumes de Suisse.
W latach 60. Braun zajął się fotografowaniem dzieł sztuki, co wkrótce stało się specjalnością zakładu. Pierwszym przedsięwzięciem studia było zreprodukowanie w 1866 r. rysunków z muzeum w Bazylei. Później firma fotografowała obrazy i rzeźby starych mistrzów ze zbiorów m.in. we Florencji, Paryżu, Rzymie i Wiedniu. Zdjęcia wykonane przez fotografów Brauna były dostępne w sprzedaży w wielu krajach Europy i w Stanach Zjednoczonych.
Po śmierci Adolphe'a firmę prowadził Gaston, zmieniając w 1889 r. jej nazwę na Braun, Clément et Cie, a 1910 – Braun et Cie.